# Dolmøya
Dolmøy is een eiland in de provincie Trøndelag in Noorwegen. Het eiland maakt deel uit van de gemeente Hitra. Het eiland telt zo'n 450 inwoners. Dolmøy is door een tunnel verbonden met het noordelijk gelegen eiland Frøya en door een brug met Hitra. 

## Kerk

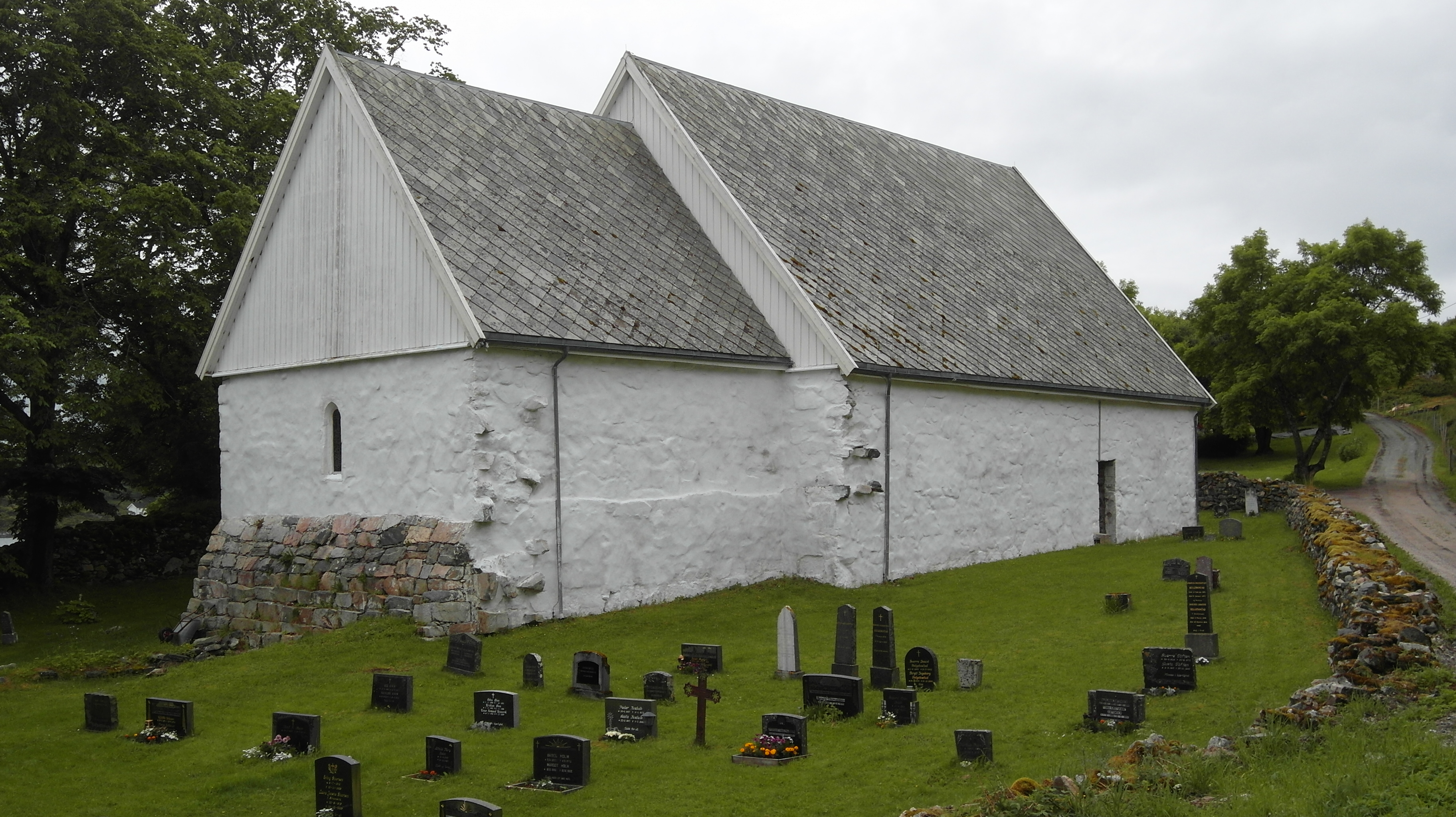

. Het eiland heeft een stenen kerk uit de 15e eeuw. Het gebouw geldt als oudste nog bestaande bouwwerk binnen de gemeente en is een beschermd monument. Het eenvoudige gebouw verving een eerdere staafkerk.